# Podział administracyjny Kościoła katolickiego na Portoryko
Podział administracyjny Kościoła katolickiego na Portoryko – w ramach Kościoła katolickiego na Portoryko funkcjonuje obecnie jedna metropolia, w której skład wchodzi jedna archidiecezja i pięć diecezji. 
Jednostki administracyjne Kościoła katolickiego obrządku łacińskiego na Portoryko:

## Metropolia San Juan de Puerto Rico
- Archidiecezja San Juan de Puerto Rico
  - Diecezja Arecibo
  - Diecezja Caguas
  - Diecezja Fajardo–Humacao
  - Diecezja Mayagüez
  - Diecezja Ponce